# Departamento de Transporte da Califórnia (Caltrans)
O Departamento de Transporte da Califórnia (Caltrans) é um departamento executivo do estado da Califórnia, nos Estados Unidos. O departamento faz parte da Agência de Transporte Estadual da Califórnia (CalSTA), em nível de gabinete. Caltrans está sediada em Sacramento.
Em 2015, a Caltrans lançou uma nova declaração de missão: "Fornecer um sistema de transporte seguro, sustentável, integrado e eficiente para melhorar a economia e a habitabilidade da Califórnia."